# Artemisia afra
Artemisia afra Jacq. ex Willd. es una planta del género Artemisia, común en África, distribuyéndose por Sudáfrica y llegando hasta Etiopía, donde es la única especie nativa de este género.

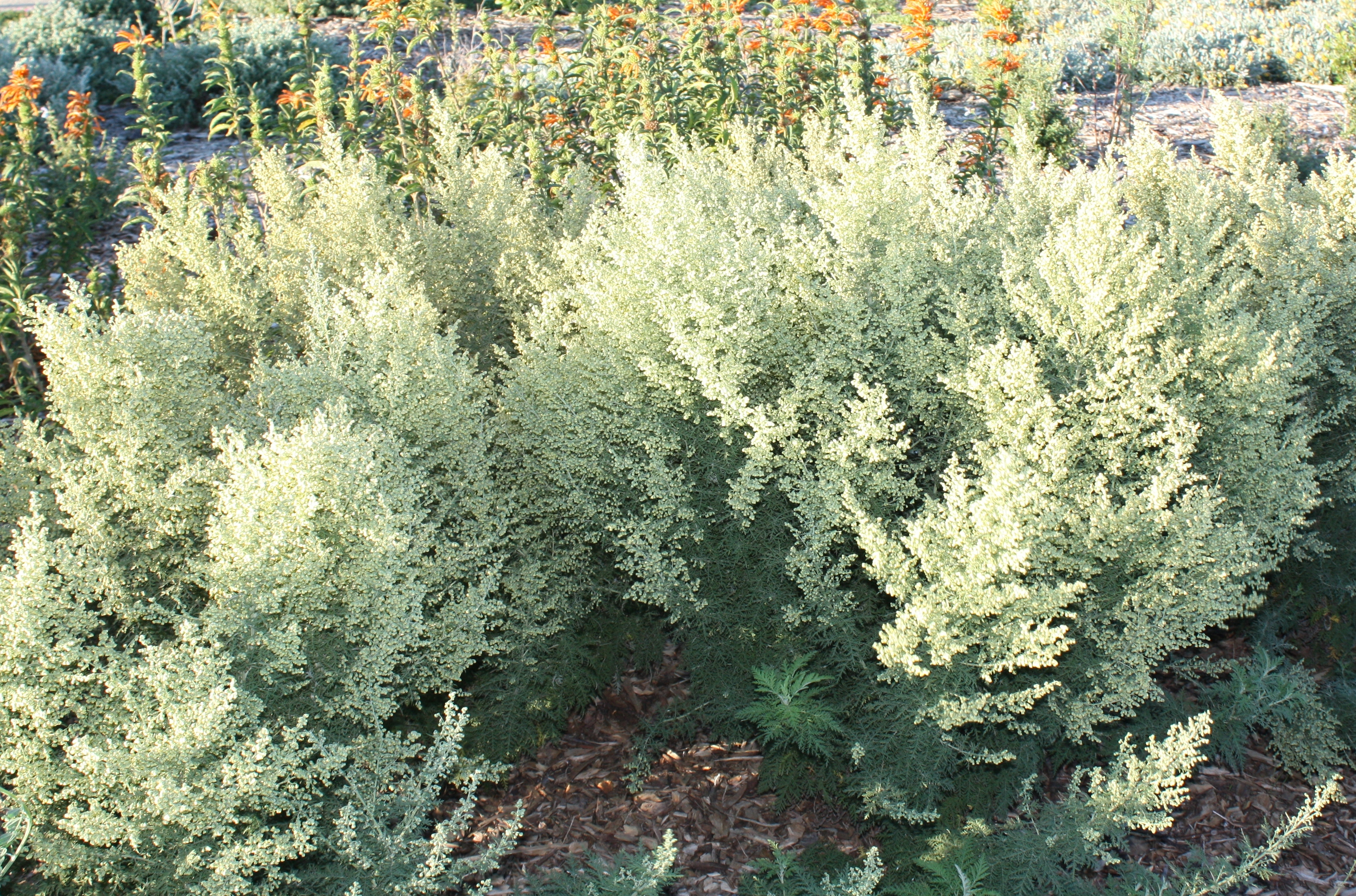
En su hábitat

## Descripción
Esta planta crece en grupos, alcanzando los 0,5-2 metros de altura. Las hojas son verde oscuro de textura suave similar a las hojas de cannabis. Florece en el verano tardío desarrollando brácteas de 3 a 5 mm de diámetro. Cuando alguna parte de la planta se rompe exuda un penetrante olor acre dulzón.

## Taxonomía
Artemisia afra fue descrita por Jacq. ex Willd. y publicado en Pl. Rar. Hort. Schoenbr. 4: 34, t. 467. 1804
Etimología
Hay dos teorías en la etimología de Artemisia: según la primera, debe su nombre a Artemisa, hermana gemela de Apolo y diosa griega de la caza y de las virtudes curativas, especialmente de los embarazos y los partos . según la segunda teoría, el género fue otorgado en honor a Artemisia II, hermana y mujer de Mausolo, rey de la Caria, 353-352 a. C., que reinó después de la muerte del soberano. En su homenaje se erigió el Mausoleo de Halicarnaso, una de las siete maravillas del mundo. Era experta en botánica y en medicina.
afra: nombre latino que significa "de África".
Sinonimia
- Absinthium ponticum (L.) Garsault
- Absinthium tenuifolium Gaterau
- Artemisia altaica Desf.
- Artemisia balsamita Willd.
- Artemisia grandiflora Fisch. ex Herder
- Artemisia pallida Salisb.
- Artemisia pontica Burm.f.
- Artemisia pseudopontica Schur
- Artemisia tenuifolia Moench[4]

## Importancia económica y cultural

### Uso en la medicina tradicional
Es una planta medicinal bien conocida en África y todavía es utilizada por la población nativa. Se aplica para tratar la tos, fiebre, cólico y la malaria. También se usa como repulsivo de las polillas y en la industria moderna se utiliza en aerosoles como insecticida orgánico.
Las raíces, plantas y hojas se utilizan como enemas, infusiones, lociones, inhalados, fumadas o como aceite esencial.

### Aceites esenciales
Extractos de aceite esencial de Artemisia afra son preparados por destilación al vapor utilizando ramas y flores. Los extractos contienen los siguientes componentes (a través de cromatografía de gases), que son típicos de los extractos del género Artemisia:
- α-tujona 52.9%
- β-tujona 15.07%
- 1,8 cineol 10.66%
- Alcanfor 5.72%
- germacreno 1.60%
- δ-cadineno 1.16%
- α-terpineol 0.96%
- acetato de e-crisantenil 0.78%
- canfeno 0.71%
- β-pineno 0.51%
- α-pineno 0.46%
- trans-β-ocimeno 0.45%
- mirceno 0.22%